# Böhmische Gebiete Deutschösterreichs
Die böhmischen Gebiete Deutschösterreichs umfassten nach dem Zerfall der Habsburgermonarchie im Herbst 1918 die mehrheitlich deutschsprachigen Teile der ehemaligen Länder der böhmischen Krone, die sowohl von der Republik Deutschösterreich als auch von der Tschechoslowakei beansprucht wurden. Sie waren nie anerkannter Teil der Republik Deutschösterreich.
Gegen Ende des Ersten Weltkriegs proklamierte sich am 28. Oktober 1918 die Tschechoslowakei als selbständiger Staat. In den überwiegend von Deutschen besiedelten Grenzgebieten Böhmens, Mährens und Mährisch-Schlesiens lehnte die Mehrheit der Bewohner die Einbeziehung in den neuen Staat ab. Zwei neugegründete Provinzen (Deutschböhmen und Sudetenland) sowie die Kreise Böhmerwaldgau und Deutschsüdmähren erklärten ihren Anschluss an die am 12. November 1918 ausgerufene Republik Deutschösterreich. Die Tschechoslowakei bestand jedoch auf den vollständigen Besitz der historischen Länder der böhmischen Krone. Im November bis Dezember 1918 besetzten tschechoslowakische Truppen die Gebiete. Der Vertrag von Saint-Germain vom 10. September 1919 bestätigte den Verbleib der von Deutschen bewohnten Gebiete bei der Tschechoslowakei.

## Geschichte

### Ende der Monarchie und Ausrufung der Republik Deutschböhmen

Raphael Pacher, erster Landeshauptmann von Deutschböhmen

Beanspruchtes Gebiet der Republik Deutschösterreich mit den angestrebten Provinzen, und den Provinzen und zugedachten Gebieten.

1918 wurde die Nationalitätenfrage Böhmens erneut diskutiert. Der österreichische Ministerpräsident Ernst Seidler von Feuchtenegg wollte der Abtrennung Böhmens von Österreich-Ungarn durch das Einrichten von Verwaltungskreisen, die nach der Nationalität der Bewohner aufgeteilt werden sollten, zuvorkommen. Sein Nachfolger, Ministerpräsident Max Hussarek von Heinlein, bot den Tschechen am 26. September 1918 weitgehende Autonomie im k.k. Österreich an. Dies kam allerdings zu spät, da Exiltschechen während des Ersten Weltkriegs in den Vereinigten Staaten von Amerika und bei der Triple-Entente bereits den Status Verbündeter erreicht hatten und die k.k. Regierung in Wien von den baldigen Siegermächten nicht mehr als ernsthafter Machtfaktor betrachtet wurde.
Dem deutschnationalen Reichsratsabgeordneten Raphael Pacher gelang es am 14. Oktober gemeinsam mit dem Sozialdemokraten Josef Seliger, alle deutschen Parteien und Abgeordneten Böhmens und Mährens zu einer Koalition zu vereinen. Zur Vorbereitung der Gründung der Republik Deutschböhmen ernannte diese Koalition unter Vorsitz von Pacher einen zwölfgliedrigen Ausschuss. Einen Tag nach der Ausrufung der Tschechoslowakischen Republik wurde am 29. Oktober 1918 die Provinz Deutschböhmen mit Sitz in Reichenberg ausgerufen. Erster Landeshauptmann war Pacher, der sein Amt am 5. November an Rudolf Lodgman von Auen übergab.
Diese Provinz Deutschböhmen bestand aus einem zusammenhängenden Gebiet in Nord- und Westböhmen, das sich vom Egerland bis zum Braunauer Ländchen entlang der Grenze zum Deutschen Reich erstreckte. In Südböhmen entstand die Verwaltungseinheit Böhmerwaldgau, die Teil von Oberösterreich werden sollte. Deutschböhmen im Adlergebirge und im Gebiet von Landskron schlossen sich mit den deutschsprachigen Gebieten in Nordmähren und Österreichisch-Schlesien zur Provinz Sudetenland mit Sitz in Troppau zusammen. Der südböhmische Gerichtsbezirk Neubistritz wurde Znaim zugeschlagen und sollte damit als „Deutschsüdmähren“ von Niederösterreich verwaltet werden. Das Gerichtswesen wurde für das Sudetenland und Deutschböhmen per Beschluss des deutschösterreichischen Staatsrates vom 9. November 1918 dem Oberlandesgericht Reichenberg unterstellt, für die anderen deutschsprachigen Regionen war Wien zuständig.
Am 22. November 1918 erklärte sich die Provinz Deutschböhmen zum Teil des Staates Deutschösterreich. Am gleichen Tag wurde durch Gesetz der Provisorischen Nationalversammlung, der deutschböhmische und deutschmährische Abgeordnete (bisherige Reichsratsabgeordnete) angehörten, der Gebietsumfang Deutschösterreichs definiert.
Neben der Einrichtung der staatlichen Verwaltungsorganisation wurde auch die Schaffung der Oberbehörden in Angriff genommen. So sollten die Finanzlandesdirektion, das Landeswirtschaftsamt und das Oberlandesgericht Reichenberg sowie eine Post- und eine Bahndirektion entstehen.
Aufgrund der unkooperativen Haltung der tschechoslowakischen Regierung wäre eine solche territoriale Lösung wäre aber nur bei einer Angliederung dieser Gebiete, gemeinsam mit Österreich, an Deutschland möglich gewesen. Dem stand aber das alliierte Anschlussverbot entgegen.

### Besetzung durch tschechische Truppen
Deutschösterreich hatte im Unterschied zu den Tschechen, deren Exilpolitiker die Staatsgründung seit Jahren vorbereitet hatten, keinerlei Vorsorge getroffen, seine Gebietsansprüche gegebenenfalls militärisch zu sichern. Dafür wurden Kriegsmüdigkeit und schlechte Versorgungslage als Erklärung angeführt. Die Einbeziehung Deutschböhmens und Deutschmährens in Deutschösterreich scheiterte daher.
Die tschechische Regierung bestand weiter auf einem Einheitsstaat und verweigerte die Anerkennung der genannten deutschen Verwaltungsbezirke. Unter dem Befehl des Feldmarschallleutnants Jan Diviš begann am 13. November die Besetzung der von Deutschösterreich beanspruchten Gebiete durch tschechoslowakische Truppen (eigentlich tschechische, da die Slowakei in der Realität noch nicht angeschlossen worden war). Die auf Veranlassung der deutschböhmischen Landesregierung aufgestellten Volkswehrabteilungen unter Befehl des Landesbefehlshabers Feldmarschallleutnant Anton Goldbach konnten den anrückenden Truppen wenig entgegenstellen; sie konnten polizeiliche, aber keine militärischen Aufgaben erfüllen.
Die Landesregierung in Reichenberg konnte nur die Anweisung erteilen, dass gegen die Besetzung der einzelnen Orte Protest erhoben wird. Dennoch kam es im Brüxer Gebiet und bei Kaplitz zu Zusammenstößen deutscher Bevölkerung mit tschechoslowakischen Truppen. Dabei wurden mehrere Zivilisten getötet. An einigen Orten wurde sogar das Standrecht verhängt und Widerstand sofort verfolgt.
Staatskanzler Karl Renner, ein Sozialdemokrat aus Südmähren, beklagte am 13. November 1918 zu Beginn der Besetzung:

„Es gibt heute auf dem ganzen Festlande beinahe keinen anderen Imperialismus mehr als den der tschechischen Nation. Die Tschechen wollen die blühendsten Teile Deutschösterreichs […] sich unterwerfen. Leider haben sich tsch. Sozialisten, von jeher in den Reihen des Proletariats von unklarer Haltung, zu Führern dieses Imperialismus gemacht. Sie schicken in unser Gebiet Militärpatrouillen, sie bieten […] Militärformationen auf. […] Wir gestehen es offen, wir haben gar keine Macht zur Abwehr; die Republik Deutschösterreich hat nichts als sonnenklares Recht.“

Um ihre Handlungsfreiheit zu wahren, flüchtete die deutschböhmische Landesregierung am 14. Dezember 1918 von Reichenberg in das Parlament in Wien. Dort führte sie bis zur Entscheidung der Friedensverhandlungen in Paris am 10. September 1919 (wohl nur theoretisch) die Geschäfte fort und proklamierte das Selbstbestimmungsrecht der deutschböhmischen Bevölkerung.
Bis Februar 1919 waren die deutschböhmischen, deutschmährischen und österreichisch-schlesischen Gebiete durch ihre 1911 gewählten Reichsratsabgeordneten in der Provisorischen Nationalversammlung für Deutschösterreich vertreten. Bei der von ihr vorbereiteten Wahl zur Konstituierenden Nationalversammlung vom 16. Februar 1919 wurde es den Deutschen in den böhmischen Ländern von der Prager Regierung verboten, ihre Stimmen abzugeben.
Als das gewählte Parlament am 4. März 1919 in Wien ohne Vertreter der Deutschen in Böhmen, Mähren und Österreichisch-Schlesien zusammentrat, rief die deutschböhmische Landesregierung zu Demonstrationen für die Gewährung des Selbstbestimmungsrechts auf. Dieser Aufforderung folgten viele Bürger aller Parteirichtungen und versammelten sich zu zunächst friedlichen Demonstrationen. Das tschechoslowakische Militär versuchte, dies zu verhindern, und schoss in die Menschenmengen. In den Städten Kaaden, Eger, Karlsbad, Mies, Aussig, Sternberg und anderen Orten hatte man 54 Tote und zahlreiche Verletzte zu beklagen. Staatskanzler Renner beklagte am 5. März in der Nationalversammlung, man habe (inklusive Südtirol) mehr Deutschen das Selbstbestimmungsrecht vorenthalten, „als die Schweiz Einwohner hat“.

### Vertrag von Saint-Germain
Deutschösterreich bestand weiter auf seinem Anspruch. In der deutschösterreichischen Friedensdelegation in Paris war Lodgman von Auen Experte für Deutschböhmen. Es kam allerdings nicht zu Verhandlungen, da die deutschösterreichische Delegation den Verhandlungssaal nicht betreten durfte, sondern das Verhandlungsergebnis im Vorraum abzuwarten hatte. Infolgedessen entstand in Deutschösterreich und im Deutschen Reich der Begriff Diktat von Saint-Germain.
Die Prager Regierung konnte hingegen auf der Seite der Siegermächte mit ihrem Vertreter Edvard Beneš und den französischen Fachleuten Ernest Denis und Louis Eisenmann ihre Interessen ohne direkte Gegenrede Deutschösterreichs vertreten und tat dies erfolgreich. So verlangte sie in den Denkschriften für die Konferenz die Unteilbarkeit der böhmischen Länder mit dem Hinweis auf Les Tchécoslovaques, leur histoire et civilisation und etikettierten die Gegenseite mit Le problème des Allemands de Bohème. Innerhalb von fünf Minuten nach Sitzungsbeginn waren sich die Delegierten der zuständigen Kommission einig, den Wünschen der Prager Regierung zu entsprechen.
Gemäß dem Versailler Vertrag vom 28. Juni 1919 musste das Deutsche Reich die Unabhängigkeit Österreichs respektieren, was einem Anschlussverbot gleichkam. Deutschösterreichs am 12. November 1918 beschlossener Beitritt zum Deutschen Reich, der „Deutschen Republik“, war somit ausgeschlossen. Dies trug wesentlich zur Festigung der uneingeschränkten Autorität der Tschechoslowakei über Böhmen und Mähren bei, da es äußerst schwierig gewesen wäre, die deutschen Gebiete im Norden des Landes quer über ein unkooperatives Nachbarland von Wien aus zu regieren. Der Vertrag von Saint-Germain, den (Deutsch-)Österreich am 10. September 1919 mit den Siegermächten zu schließen hatte, schloss Deutschböhmen und Deutschmähren definitiv aus Österreich aus. Nach diesem als Diktat empfundenen Staatsvertrag trat die deutschböhmische Landesregierung zurück. Von der Prager Regierung wurde eine Amnestie erlassen.